# 金武町立金武中学校
金武町立金武中学校（きんちょうりつ きんちゅうがっこう）は、沖縄県国頭郡金武町にある町立中学校。

## 出身著名人
當山久三